# 러너웨이 (e스포츠)
러너웨이(RunAway)는 대한민국의 전 프로게임단으로 2016년 10월 10일 아프리카TV BJ인 윤대훈(러너)에 의해 창단되었으며 오버워치 컨텐더스 코리아 최다 우승 기록을 보유하고 있었으나 2021년 6월 14일 운영 중단을 선언했다.

## 개요
팀명인 러너웨이는 윤대훈이 팀명을 공모받던 중 자신이 평소에 즐겨듣던 브루노 마스의 'runaway baby'의 후렴구가 떠올라 확정한 이름이라고 한다. 그리고 2019년 11월 23일 리그 오브 레전드 프로게임단을 창단한 후 1기 팀원들을 구성하여 2020년 리그 오브 레전드 챌린저스 코리아 스프링 승강전에 참여했으나 승격에 실패하면서 1기 선수들 전원 상호 합의하에 계약을 종료했다. 그러다가 2020년 4월 CK 소속팀인 아수라 게이밍을 인수했으며 2021년 LCK 프랜차이즈 참여 의사를 피력했으나 LCK 프랜차이즈 심사에서 탈락하면서 2020년 9월 15일 해체 수순을 밟았다. 그 뒤 오버워치 프로게임단도 코로나19 범유행 등으로 팀의 운영이 어려워졌고 결국 2021년 6월 14일 2021 오버워치 컨텐더스 코리아 시즌 1을 끝으로 해체를 선언하며 5년간의 여정을 마감했다.

## 경기 기록

### 오버워치
주요 대회 우승 7회·준우승 7회
- 2016년 11월 16일 인텔 오버워치 APEX 시즌 1 16강
- 2016년 12월 23일 오버워치 APEX SUPER WEEK 시즌 1 A조 1위
- 2017년 3월 19일 에일리언 먼슬리 멜리 2017 마치 8강
- 2017년 4월 8일 오버워치 핫식스 APEX 시즌 2 준우승
- 2017년 5월 26일 오버워치 핫식스 APEX 시즌 3 16강
- 2017년 7월 26일 2017 오버워치 넥서스컵 서머 준우승
- 2017년 10월 21일 오버워치 핫식스 APEX 시즌 4 준우승
- 2017년 10월 29일 오버워치 APAC 프리미어 2017 준우승
- 2017년 12월 9일 2017 오버워치 넥서스컵 애뉴얼 파이널 10위
- 2018년 3월 1일 오버워치 팀 스토리 챕터 4 8강
- 2018년 4월 22일 2018 오버워치 컨텐더스 코리아 시즌 1 4강
- 2018년 8월 11일 2018 오버워치 컨텐더스 코리아 시즌 2 우승
- 2018년 8월 13일 오버워치 월드컵 국가대표 평가전 승리 (VS 대한민국 오버워치 대표팀 3 : 2)
- 2018년 9월 27일 2018 오버워치 넥스트컵 서머 우승
- 2019년 1월 19일 2018 오버워치 컨텐더스 코리아 시즌 3 우승
- 2019년 1월 25일 2018 오버워치 넥스트컵 윈터 우승
- 2019년 5월 12일 2019 오버워치 컨텐더스 코리아 시즌 1 4강
- 2019년 6월 14일 2019 오버워치 넥스트컵 스프링 우승
- 2019년 9월 1일 2019 오버워치 컨텐더스 코리아 시즌 2 우승
- 2019년 10월 13일 2019 오버워치 컨텐더스 건틀릿 3위
- 2019년 11월 8일 2019 오버워치 넥스트컵 어텀 준우승
- 2020년 6월 5일 2020 오버워치 컨텐더스 코리아 시즌 1 준우승
- 2020년 10월 22일 2020 오버워치 컨텐더스 코리아 시즌 2 준우승
- 2020년 11월 16일 후야 스타스컵 우승

### 리그 오브 레전드
- 2019년 3월 28일 제닉스 리그 오브 레전드 챌린저스 코리아 스프링 2019 7위
- 2019년 8월 22일 제닉스 리그 오브 레전드 챌린저스 코리아 서머 2019 5위
- 2019년 12월 25일 2019 LoL KeSPA컵 울산 16강
- 2020년 4월 16일 리그 오브 레전드 챌린저스 코리아 스프링 2020 8위
- 2020년 8월 24일 리그 오브 레전드 챌린저스 코리아 서머 2020 4위